# マシュー・ウェッブ

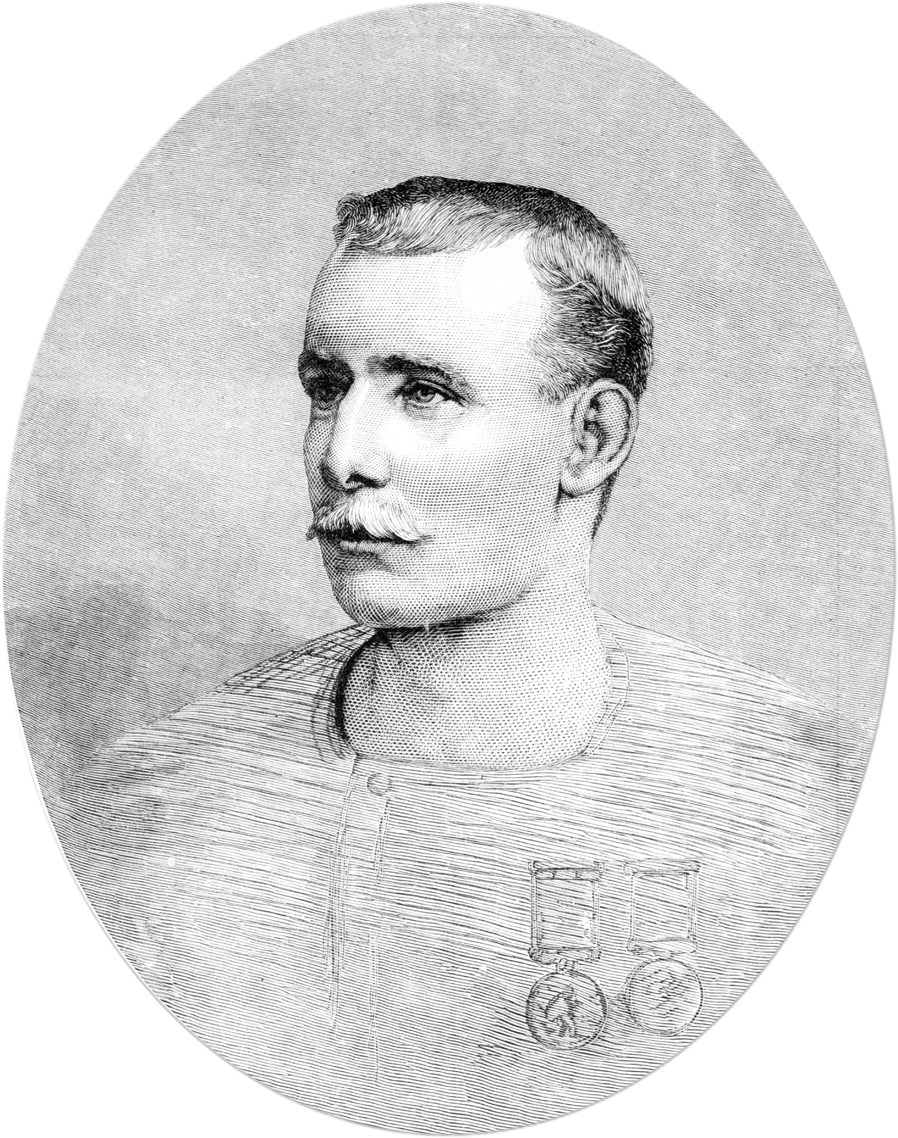
『イラストレイテド・ロンドン・ニュース 』に掲載されたマシュー・ウェッブの肖像、1883年。

1875年の『バニティ・フェア』誌に掲載された、カルロ・ペレグリーニ（Carlo Pellegrini：「Ape」）によるマシュー・ウェッブのカリカチュア。

キャプテン・ウェッブ、ウェッブ船長 (Captain Webb) として知られる、マシュー・ウェッブ（Matthew Webb、1848年1月19日 - 1883年7月24日）は、イギリス海峡（ドーバー海峡）を人為的な助けなしで泳いで渡る記録を残した最初の人物。1875年8月25日、ウェッブはドーバーからカレーへ、22時間足らずで泳ぎきった。

## 生い立ち
ウェッブは、シュロップシャー州ドーリー (Dawley) で、コールブルックデール (Coalbrookdale) に務める医師の12人の子どものひとりとして生まれた。ウェッブはコールブルックデールのセヴァーン川で泳ぎを覚えた。ウェッブは12歳で商船員となり、リヴァプールのラスボーン・ブラザーズ (Rathbone Brothers) で3年間の徒弟修行をした。
二等航海士 (second mate) として乗務していたロシア (Russia) 号が、ニューヨークからリヴァプールへ大西洋上を航海していたとき、ウェッブは、船から転落した男性を救おうとして海に飛び込んだ。男性は結局見つからなかったが、ウェッブの勇敢な行動には、100ポンドの褒賞とスタンホープ・メダルが贈られ、ウェッブはイギリスの新聞で一躍英雄扱いされるようになった。
1863年の夏、帰郷していたウェッブは、12歳の弟トマスがアイアンブリッジ付近のセヴァーン川で溺れかけたところを救助した。

## イギリス海峡の遠泳横断の記録
1873年、汽船エメラルド (Emerald) 号の船長として勤務していたウェッブは、J・B・ジョンソン (J. B. Johnson) という人物がイギリス海峡の遠泳横断に失敗したという記事を目にした。このときウェッブは、自分でも挑戦することを思い立ち、仕事を辞めてトレーニングを始め、最初はランベス (Lambeth) の水泳場 (Lambeth Baths) で、次いで冷たい水に慣れるためテムズ川やイギリス海峡、ホリングワース湖 (Hollingworth Lake) でトレーニングを積んだ。
1875年8月12日、ウェッブは初めて海峡を渡ることを試みたが、強風が吹き、海の状態が悪化したため、泳ぐのを断念した。
1875年8月24日、ドーバー港のアドミラルティ埠頭 (Admiralty Pier) から飛び込み、2度目の挑戦を始めた。3隻の伴走船に付き添われ、ネズミイルカの油を体に塗っていたウェッブは、引き潮に乗って順調に平泳ぎを続けた。途中でクラゲに刺され、またグリネ（灰色の鼻）岬 (Cap Gris Nez) 付近の強い潮流によって5時間も進むことを妨げられながら翌8月25日、ウェッブは21時間45分をかけて泳ぎきって、カレー付近に上陸し、史上最初のイギリス海峡横断泳者となった。ジグザグに進んだウェッブの経路は延長すると39マイル（64キロメートル）を越える長さであった。

## 後年
この記録となった遠泳の後、ウェッブ船長は、国内外から求められ、職業的な泳者となった。自分の名前を冠した記念品の陶器などの商品にライセンスを与え、また『The Art of Swimming（水泳の技術）』という本を著した。マッチのブランドにも名前が使われた。水泳のエキシビション競技に参加し、水槽に128時間浮かんでいるというスタントも披露した。
1880年4月27日、ウェッブはマデリン・ケイト・チャドック (Madeline Kate Chaddock) と結婚し、2人の子ども、マシューとヘレンをもうけた。

## 死
ウェッブの最後のスタントは、ナイアガラの滝の直下を流れるナイアガラ川のウィールプール・ラピッズ (Whirlpool Rapids)、すなわち渦巻きの急流を泳ぐというもので、多くの観衆が自殺行為と考えるようなものであった。ウェッブは、十分な収益を上げられるほどの資金を集められなかったが、1883年7月24日にナイアガラ滝吊橋 (Niagara Falls Suspension Bridge) 近くに置いたボートから川に飛び込んで泳ぎ始めた。当時の記録によると、ウェッブは最初は無難に泳いでいたが、渦巻きの入口あたりで死んだらしい。ウェッブは、ニューヨーク州ナイアガラフォールズのオークウッド墓地 (Oakwood Cemetery) に埋葬された

## その後
1909年、生まれ故郷のドーリーに記念碑が建てられ、ウェッブの兄トマスによって除幕された。碑文には「Nothing great is easy.（簡単に成し遂げられる偉大なことなどない）」と記されている。2009年2月にタンクローリー車が記念碑に衝突し、その後、修理のために記念碑は撤去されていた。2009年10月、このランドマークは完全に修復されてドーリー・ハイ・ストリートの台座の上に戻された。ドーリーには、ウェッブにちなんで名付けられた道 (Webb Crescent) と学校 (Captain Webb School) がある。カーボンデールの教区教会には、ウェッブの肖像を写した記念プラークがある。シュロップシャー州ニューポート (Newport) のアダムズ小学校 (Adams' Grammar School) にあるウェッブ・ハウスは、ウェッブにちなんで名付けられたものである。

## 文化の中で
ジョン・ベチャマン (John Betjeman) の詩「A Shropshire Lad」（1940年）は、ウェッブ船長の死を取り上げたもので、ウェッブの幽霊が運河を遡ってドーリーまで泳いで来る様子を描いている。